# 九龍巴士15A線
九龍巴士15A線是由九巴營運的一條香港巴士路線， 來往慈雲山（北）及平田。

## 歷史
- 1968年2月24日：15A線投入服務，取代第一代14A線之服務。起訖點為北慈雲山及咸田（1971年更名藍田）。
- 1974年4月1日：15A線改經開源道、觀塘碼頭、偉業街及勵業街。
- 1977年12月1日：15A線改經九龍灣至勵業街一段的偉業街。[1][2]
  - 運輸署在1978年3月進行的一項調查顯示，15A線改道行駛後，在偉業街上車的乘客前往慈雲山及藍田均錄得百分之16%增長。發言人在4月19日表示，鑑於需求增加，15A將繼續行駛偉業街。[3]
- 1987年11月23日：15A線改經宏照道及常悅道一帶。
- 1988年9月27日：因應觀塘工業區實行新交通管理措施，由北慈雲山開出的班次改經敬業街及成業街，不再駛入開源道北行。[4]
- 1997年1月5日：為配合13E線永久停駛，15A線改經啟業邨及麗晶花園一帶。
- 1997年5月1日：提供晨早特別班次15P，彌補啟業一帶前往協和街及秀茂坪交通的不足。
- 1997年11月9日：配合總站重建，慈雲山（北）總站暫停使用，遷入新啟用的慈雲山（中）巴士總站。
- 1998年1月12日：15A及15P線開始增派空調巴士行走。
- 2000年12月31日：慈雲山（北）總站重新使用，總站遷回慈雲山（北）。
- 2002年11月30日：15A及15P線改為全線空調服務。
- 2003年7月6日：配合平田公共運輸交匯處啟用，15A及15P線總站遷往該處。
- 2004年12月24日：15P線取消星期六的服務。
- 2011年8月25日：為配合14D線投入服務，15A線削減班次。
- 2011年8月31日：配合土木工程拓展署啟德的道路改善計劃，15A線往慈雲山（北）方向改經常怡道、宏照道，不再途經MegaBox外一段常怡道[5]。
- 2013年7月21日：實施《2013-2014年度巴士路線發展計劃》之建議改動，來回程不再途經勵業街以東之偉業街及觀塘碼頭，改經勵業街及其以東之觀塘道，並大幅削減班次、減少一輛巴士行走。詳情如下[6][7]：
  - 往平田方向駛至偉業街後，改經勵業街及觀塘道前往觀塘鐵路站，不經觀塘碼頭、敬業街、成業街、茶果嶺道及鯉魚門道西行；取消設於偉業街門牌151號（巧明街）及179號（駿業街）、觀塘碼頭巴士總站以及敬業街門牌57號的巴士站，改停觀塘道近牛頭角站及觀塘市中心；
  - 往慈雲山方向駛至觀塘道後改經勵業街、海濱道返回宏照道，不經開源道、觀塘碼頭及偉業街；取消設於開源道門牌56號、觀塘碼頭巴士總站、偉業街門牌168號、128號（巧明街）、九倉電訊廣場外（勵業街）、近順業街及九龍灣驗車中心外的巴士站，改停觀塘道官塘工業中心外（觀塘站）、apm創紀之城5期外及近創紀之城二期（牛頭角站），以及海濱道九倉電訊廣場對面的新站（勵業街）。
- 2015年7月27日：往慈雲山方向於海濱道增設「觀塘海濱花園」站。
- 2015年9月5日：增設到站時間預報。[8]
- 2016年2月15日：實施《2015-2016年度觀塘區巴士發展路線計劃》之建議改動，15P線取消服務。因正值農曆新年學校假期而暫停服務故最後服務日實為同年2月5日。[9]。
- 2017年8月19日：往慈雲山（北）方向改經蒲崗村道及崇華街，不再經鳳德道、沙田坳道及鳴鳳街，取消「鳳德公園」及「鳴鳳街」站，並新增蒲崗村道「富祐大廈」站。本線用車從此不再受到限制。

## 服務時間（詳細班次）
15A
| 平田開               | 平田開   | 平田開   | 平田開   | 平田開   | 平田開   | 平田開   | 慈雲山（北）開       | 慈雲山（北）開 | 慈雲山（北）開 | 慈雲山（北）開 | 慈雲山（北）開 | 慈雲山（北）開 | 慈雲山（北）開 |
| 日期                 | 開出時間 | 開出時間 | 開出時間 | 開出時間 | 開出時間 | 開出時間 | 日期                 | 開出時間       | 開出時間       | 開出時間       | 開出時間       | 開出時間       | 開出時間       |
| -------------------- | -------- | -------- | -------- | -------- | -------- | -------- | -------------------- | -------------- | -------------- | -------------- | -------------- | -------------- | -------------- |
| 星期一至五           | 05:50    | 06:20    | 06:40    | 07:00    | 07:20    | 07:40    | 星期一至五           | 05:50          | 06:20          | 06:40          | 07:00          | 07:20          | 07:40          |
| 星期一至五           | 08:00    | 08:20    | 08:40    | 09:00    | 09:20    | 09:40    | 星期一至五           | 08:00          | 08:20          | 08:40          | 09:00          | 09:20          | 09:40          |
| 星期一至五           | 10:00    | 10:30    | 11:00    | 11:30    | 12:00    | 12:30    | 星期一至五           | 10:00          | 10:30          | 11:00          | 11:30          | 12:00          | 12:30          |
| 星期一至五           | 13:00    | 13:30    | 14:00    | 14:30    | 15:00    | 15:30    | 星期一至五           | 13:00          | 13:30          | 14:00          | 14:30          | 15:00          | 15:30          |
| 星期一至五           | 16:00    | 16:20    | 16:40    | 17:00    | 17:20    | 17:40    | 星期一至五           | 16:00          | 16:20          | 16:40          | 17:00          | 17:20          | 17:40          |
| 星期一至五           | 18:00    | 18:20    | 18:40    | 19:00    | 19:30    | 20:00    | 星期一至五           | 18:00          | 18:20          | 18:40          | 19:10          | 19:40          | 20:10          |
| 星期一至五           | 20:30    | 21:00    | 21:30    | 22:00    | 22:30    | 23:00    | 星期一至五           | 20:40          | 21:10          | 21:40          | 22:10          | 22:40          | 23:10          |
| 星期一至五           | 23:30    | 00:05    |          |          |          |          | 星期一至五           | 23:40          | 00:15          |                |                |                |                |
| 星期六、日及公眾假期 | 05:50    | 06:20    | 06:50    | 07:20    | 07:50    | 08:10    | 星期六、日及公眾假期 | 05:50          | 06:20          | 06:50          | 07:20          | 07:40          | 08:00          |
| 星期六、日及公眾假期 | 08:30    | 08:50    | 09:10    | 09:30    | 09:50    | 10:10    | 星期六、日及公眾假期 | 08:20          | 08:40          | 09:00          | 09:30          | 10:00          | 10:30          |
| 星期六、日及公眾假期 | 10:30    | 11:00    | 11:30    | 12:00    | 12:30    | 13:00    | 星期六、日及公眾假期 | 11:00          | 11:30          | 12:00          | 12:30          | 13:00          | 13:30          |
| 星期六、日及公眾假期 | 13:30    | 14:00    | 14:30    | 15:00    | 15:30    | 16:00    | 星期六、日及公眾假期 | 14:00          | 14:30          | 15:00          | 15:30          | 16:00          | 16:20          |
| 星期六、日及公眾假期 | 16:20    | 16:40    | 17:00    | 17:20    | 17:40    | 18;00    | 星期六、日及公眾假期 | 16:40          | 17:00          | 17:20          | 17:40          | 18:00          | 18:20          |
| 星期六、日及公眾假期 | 18:20    | 18:40    | 19:00    | 19:30    | 20:00    | 20:30    | 星期六、日及公眾假期 | 18:40          | 19:10          | 19:40          | 20:10          | 20:40          | 21:10          |
| 星期六、日及公眾假期 | 21:00    | 21:30    | 22:00    | 22:30    | 23:00    | 23:30    | 星期六、日及公眾假期 | 21:40          | 22:10          | 22:40          | 23:10          | 23:40          | 00:15          |
| 星期六、日及公眾假期 | 00:05    |          |          |          |          |          | 星期六、日及公眾假期 |                |                |                |                |                |                |

## 收費
全程：$6.4
- 紅萼樓往慈雲山（北）／啟禮道往平田：$5.6
- 觀塘市中心往平田：$5.0

| - 本線設有12歲以下小童及65歲或以上長者半價優惠。 - 65歲或以上香港居民使用「樂悠咭」，以及12歲以下合資格殘疾兒童使用「殘疾人士身份」個人八達通繳付車資，均可享有每程$2.0或半價（以較低者為準）的票價優惠；12至64歲合資格殘疾人士使用「殘疾人士身份」個人八達通（包括「樂悠咭」），以及60至64歲香港居民使用「樂悠咭」繳付車資，均可享有每程$2.0或全費（以較低者為準）的票價優惠。 - 65歲或以上長者如使用長者或一般個人八達通繳付車資，則只可享有半價優惠；12至64歲合資格殘疾人士如不使用「殘疾人士身份」個人八達通，以及60至64歲人士如不使用「樂悠咭」繳付車資，必須繳付全費。 - 乘客可以現金或八達通於上車時付款，不設找續。 - 每位成人乘客可免費攜帶最多兩名4歲以下而不佔座位的兒童乘客乘車，超額之4歲以下小童必須繳付小童車費乘車。 - 持有「九巴月票」之乘客在車票有效期內，每日可享最多10程任何九龍巴士及龍運巴士路線（包括本路線，以及聯營路線的九龍巴士／龍運巴士提供的班次；惟乘搭機場「A」及「NA」線則可享原價二七折優惠（不會計算每天10次合資格車程））；而B1線則每日可享最多各2程（不會計算每天10次合資格車程）。 - 九龍巴士、城巴、龍運巴士及陽光巴士全職員工及家屬（不包括外判職員）可免費乘搭本路線，惟必須拍職員或職員家屬八達通。 - 乘客亦可透過多元化電子支付系統（e度嘟）繳付車資，包括使用非接觸式VISA卡、JCB卡、萬事達卡、銀聯卡、美國運通、大來國際、Discover Card、Apple Pay、Google Pay、Samsung Pay、AlipayHK「易乘碼」、支付寶、WeChatHK／微信支付「搭車碼」、銀聯雲閃付「乘車碼」及BOC Pay「乘車碼」。乘客使用此付款方式，使用此支付方式的乘客可享有中途下車之分段收費，以及與其他九巴／龍運獨營路線或聯營線九巴／龍運班次之轉乘優惠，惟不適用於與非九巴／龍運路線之轉乘優惠，亦不能享有「公共交通費用補貼計劃」及「長者及合資格殘疾人士公共交通票價優惠計劃」。 |

本線設有12歲以下小童及65歲或以上長者半價優惠；本線所有巴士接受八達通卡付款；上車付款，不設找續。

### 八達通轉乘優惠
乘客登上本線巴士後150分鐘內以同一張八達通卡轉乘以下路線，或從以下路線登車後150分鐘內以同一張八達通卡轉乘本線，次程可獲4.2車資折扣優惠：
216M往藍田站 → 15A往平田
15A↔新界區巴士路線
- 15A → 38、40(A)、40P、42C、62X、74X、(2)74X/B/D/E/P、80、80X、83X、88、89、89B、89C、89D、89X、258D/P、259D、268C/A、(2)69C、277X/A或277E/P往新界
- 38、40(A)、40P、42C、62X、74A、74X/C/D/E/P、80/P、80X、83X/A、88、89、89B、89C、89D/P、89X、258D/A/P/S、259D、268C/A、(2)69C、277X/A或277E/P → 15A

本線↔258D/259D可同時享用屯門公路轉車站轉乘優惠
本線↔268C/269C/69C可同時享用大欖隧道轉乘優惠

## 使用車輛
現時本線使用5輛富豪B9TL 12米（AVBWU）、3輛Enviro 400 10.5米（ATSE）
| 車隊編號 | 車牌   |
| -------- | ------ |
| AVBWU96  | PV9610 |
| AVBWU145 | PX6274 |
| AVBWU152 | PX8918 |
| AVBWU154 | PX9158 |
| AVBWU211 | PZ9884 |
| ATSE33   | RV5033 |
| ATSE34   | RV5771 |
| ATSE43   | RW3769 |

## 行車路線
慈雲山（北）開經：慈雲山道、毓華街、雲華街、崇華街、雙鳳街、鳳德道、蒲崗村道，彩虹道、彩虹通道、太子道東、觀塘道、偉業街、啟祥道、宏照道、啟禮道、宏光道、宏照道、常悅道、宏光道、啟福道、偉業街、勵業街、觀塘道、觀塘站公共運輸交匯處、觀塘道、鯉魚門道、藍田公共運輸交匯處、鯉魚門道、啟田道、德田街及安田街。
平田開經：安田街、平田街、安田街、藍田（北）巴士總站、德田街、啟田道、鯉魚門道、觀塘道、勵業街、海濱道、宏照道、宏光道、啟祥道、偉業街、觀塘道、彩虹交匯處、龍翔道、彩虹道、蒲崗村道、崇華街、雙鳳街、雲華街及慈雲山道。

### 沿線車站

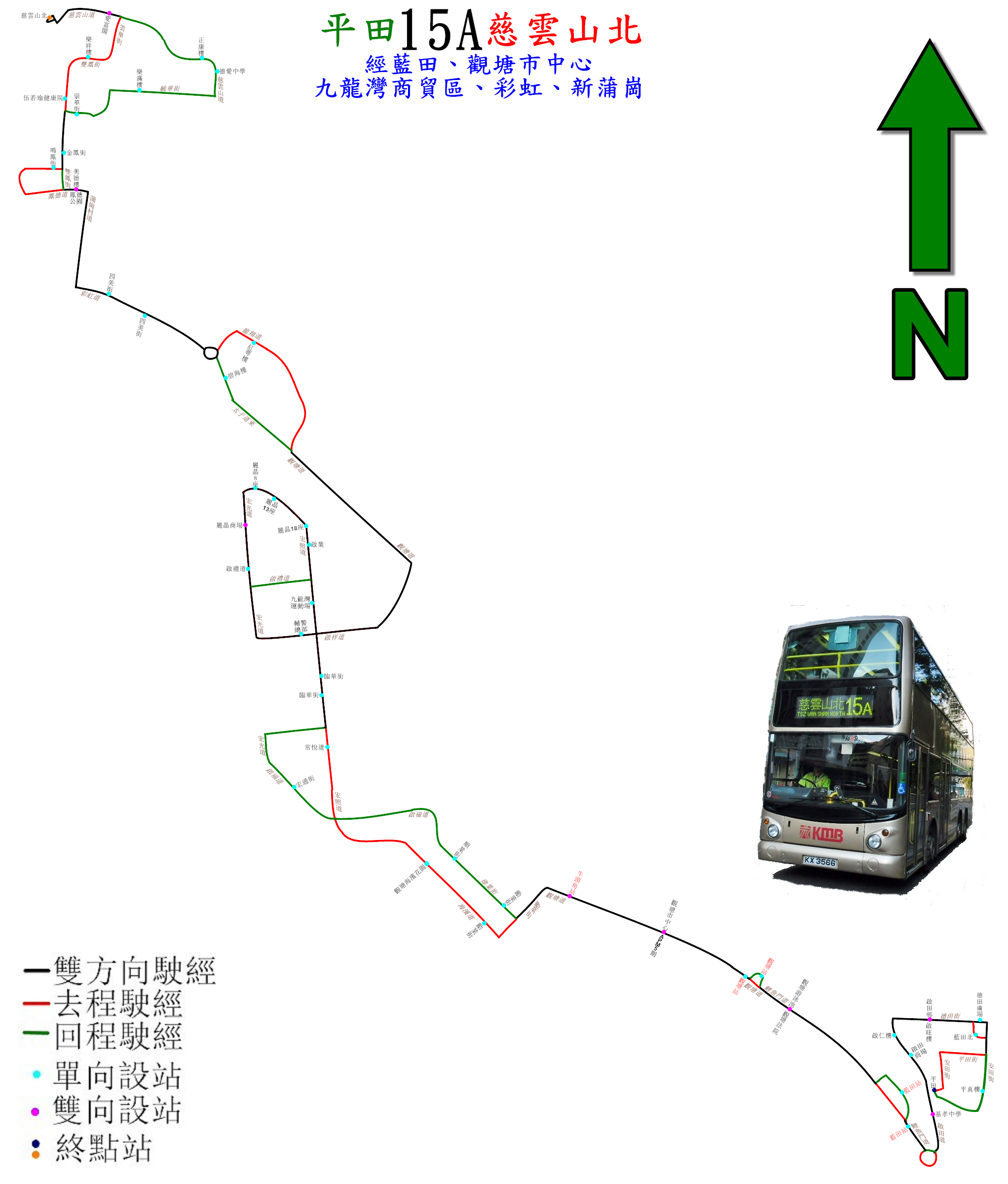
15A線的走線圖

| 平田開 | 平田開                           | 平田開               | 慈雲山（北）開 | 慈雲山（北）開                 | 慈雲山（北）開       |
| 序號   | 車站名稱                         | 位置                 | 序號           | 車站名稱                       | 位置                 |
| ------ | -------------------------------- | -------------------- | -------------- | ------------------------------ | -------------------- |
| 1      | 平田巴士總站                     | 平田公共運輸交匯處   | 1              | 慈雲山（北）巴士總站           | 慈雲山（北）巴士總站 |
| 2      | 藍田（北）                       | 藍田（北）巴士總站   | 2              | 慈愛苑愛富閣                   | 慈雲山道             |
| 3      | 啟田邨啟旺樓                     | 德田街               | 3              | 慈正邨正康樓                   | 慈雲山道             |
| 4      | 啟田商場                         | 啟田道               | 4              | 德愛中學                       | 慈雲山道             |
| 5      | 基孝中學                         | 啟田道               | 5              | 慈樂邨樂滿樓                   | 毓華街               |
| 6      | 藍田站                           | 鯉魚門道             | 6              | 崇華街                         | 崇華街               |
| 7      | 觀塘法院（F1）                   | 鯉魚門道             | 7              | 金鳳街                         | 雙鳳街               |
| 8      | 觀塘站（E1）                     | 觀塘道               | 8              | 美德樓                         | 鳳德道               |
| 9      | apm創紀之城5期（D1）             | 觀塘道               | 9              | 大有街                         | 彩虹道               |
| 10     | 觀塘轉車站－牛頭角站（A1）       | 觀塘道               | 10             | 彩虹轉車站－彩虹邨碧海樓（M3） | 彩虹邨通道           |
| 11     | 勵業街                           | 海濱道               | 11             | 九龍灣運動場                   | 宏照道               |
| 12     | 觀塘海濱花園                     | 海濱道               | 12             | 啟禮道                         | 宏光道               |
| 13     | 常悅道                           | 宏照道               | 13             | 麗晶商場                       | 宏光道               |
| 14     | 臨華街                           | 宏照道               | 14             | 麗晶花園8座                    | 宏光道               |
| 15     | 九龍灣運動場                     | 宏照道               | 15             | 啟業邨                         | 宏照道               |
| 16     | 麗晶花園18座                     | 宏照道               | 16             | 臨華街                         | 宏照道               |
| 17     | 麗晶花園13座                     | 宏照道               | 17             | 常悅道                         | 常悅道               |
| 18     | 麗晶商場                         | 宏光道               | 18             | 宏通街                         | 啟褔道               |
| 19     | 香港輔助警察隊總部               | 啟祥道               | 19             | 順業街                         | 偉業街               |
| 20     | 牛池灣轉車站－彩虹邨紅萼樓（H7） | 龍翔道               | 20             | 勵業街                         | 偉業街               |
| 21     | 四美街                           | 彩虹道               | 21             | 牛頭角站（V3）                 | 觀塘道               |
| 22     | 富祐大廈                         | 蒲崗村道             | 22             | 觀塘轉車站－觀塘市中心（T5）   | 觀塘道               |
| 23     | 伍若瑜健康院                     | 雙鳳街               | 23             | 觀塘站（S4）                   | 觀塘站公共運輸交匯處 |
| 24     | 慈樂邨樂祥樓                     | 雙鳳街               | 24             | 觀塘游泳池（R2）               | 鯉魚門道             |
| 25     | 慈愛苑愛富閣                     | 慈雲山道             | 25             | 藍田站                         | 藍田公共運輸交匯處   |
| 26     | 慈雲山（北）巴士總站             | 慈雲山（北）巴士總站 | 26             | 基孝中學                       | 啟田道               |
|        |                                  |                      | 27             | 康田苑                         | 啟田道               |
| 28     | 啟田邨啟仁樓                     |                      |                |                                | 啟田道               |
| 29     | 啟田邨                           | 德田街               |                |                                |                      |
| 30     | 藍田綜合大樓                     | 德田街               |                |                                |                      |
| 31     | 平田邨平真樓                     | 安田街               |                |                                |                      |
| 32     | 平田巴士總站                     | 平田公共運輸交匯處   |                |                                |                      |

## 客量
本線全日途經九龍灣商貿區，在繁忙時間客量較多，在不再途經偉業街後，在觀塘道起主要為15和215X提供輔助班次。